# MUNIX
MUNIX war ein kommerzielles UNIX-Betriebssystem der deutschen Firma PCS Computer Systeme (PCS) und wurde für den Einsatz in den professionellen CAD-Workstations Cadmus entwickelt.
Die Entwicklung begann Anfang der 1980er Jahre ausgehend von UNIX-Version 7. Die ersten Versionen hatten zusätzlich einen bildschirmorientierten Editor, Bad-Block-Behandlung, Fortran 77, Pascal, C und einen bildschirmorientierten Debugger.

## Besonderheiten
Über die Standard-Unix-Funktionalitäten hinaus verfügt Munix über verschiedene Erweiterungen. Die Newcastle Connection (“Unixes of the world, unite!”) war eine kostenpflichtige Erweiterung, mit der die Datei-Namensräume mehrerer Rechner unter einem Super-Root zusammengefasst werden konnten. Auf dieser Basis wurden auch Diskless Nodes realisiert.

### Die Super-Root
Unterhalb des Standard-Wurzel-Verzeichnisses „/“ (Root-Verzeichnis, Root) eines Unix-Rechners, befindet sich normalerweise der Verzeichniseintrag „/..“, der allerdings auf die gleiche Inode verweist wie „/“ selber. Unter Munix ist es möglich, diesen Verzeichniseintrag durch eine sogenannte Super-Root zu ersetzen. Bei dieser Super-Root handelt es sich um ein echtes Verzeichnis, in dem weitere Verzeichnisse angelegt werden können und auf denen sich der gesamte Dateibaum eines anderen Munix-Rechners über das Netzwerk einhängen lässt. Befinden sich z. B. zwei Rechner „pcs2a“ und „pcs2b“ in einem Verbund, so kann man über den Pfad „/../pcs2b“ auf das Root-Verzeichnis des Rechners pcs2b vom Rechner pcs2a aus zugreifen. Diese werden beim Systemstart automatisch eingehängt, wenn die Rechner vorher mit den Shell-Skripten „connectnodes“ und „uunite“ verbunden wurden. Die Gerätedateien im /dev-Ordner, die beim Einhängen verwendet werden, sind dabei eine Spielart symbolischer Verknüpfungen, die auf die Ethernet-Id des einzuhängen Munix-Rechners verweisen. Dabei werden auch die Blockgeräte über das Netzwerk zur Verfügung gestellt, so dass man zum Beispiel vom Rechner „pcs2a“ auf das Magnetbandlaufwerk /dev/is0 des Rechner „pcs2b“ über den Pfad /../pcs2b/dev/is0 völlig transparent zugreifen kann (vergleiche Network Block Device unter Linux).

### Das Konzept der Diskless-Node
Die Rechner, auf denen Munix zum Einsatz kamen (Cadmus Workstations), besitzen ein sogenanntes ICC-Board (Intelligent Communication Controller), der in der Lage ist, nicht nur von Festplatten und Magnetbändern zu laden, sondern auch über Netzwerke. Die anderen Munix-Rechner im selben Netzwerksegment mit eigenen Festplatten dienen dabei als Server, die den Diskless-Nodes einen eigenen Verzeichnisbaum zur Verfügung stellen. Die Dateien, die dabei schreibgeschützt sein können, sind über die Super-Root auf den Server verknüpft. Über einen Broadcast auf dem Netz ermittelt dabei das ICC-Board der Diskless-Node zunächst die Ethernet-Id des Servers und startet dann mit übers Netzwerk geladenen Dateien:
```
 
<- L icckernel
        
(Laden des ICC-Kernels)

 
<- L /../pcs2b/unix
   
(Laden des Unix-Betriebssystems)

 
<- I -s
               
(Startbefehl an den ICC zum Starten des Betriebssystems)
```

Dabei ist <- jeweils der System-Prompt und der Rest der Zeile der automatisch ablaufende Boot-Prozess, der sich jedoch auch händisch eingeben lässt.